# مدافعان (کمیک)
مدافعان یک گروه ابرقهرمانانه در سری کتاب‌های کامیک انتشارات مارول کامیکس می‌باشد. این تیم اولین بار در خصوصیات مارول شماره اول (دسامبر ۱۹۷۱) به وسیله روی توماس و راس اندرو ساخته شد.
فرماندهٔ تیم اول دکتر استرنج بود و اعضای آن شامل هالک، نیمور و موج سوار نقره‌ای می‌شد.
سریال این گروه با نام مدافعان در سال ۲۰۱۶ ساخته شد.